# Монте Роза (Варезе)
Монте Роза је насеље у Италији у округу Варезе, региону Ломбардија.
Према процени из 2011. у насељу је живело 89 становника. Насеље се налази на надморској висини од 297 м.